# The Power Within
The Power Within — пятый студийный альбом британской пауэр-метал-группы DragonForce, выпущенный в середине апреля 2012 года. Альбом был издан 11 апреля в Японии, 13 апреля в Австралии, 15 Апреля в Великобритании, 16 апреля в Европе и 17 апреля в Северной Америке. Это первый альбом с DragonForce с вокалистом Марком Хадсоном.
2 февраля 2012 года группа опубликовала подробности о новом альбоме на своей странице в Facebook, а позже на официальном сайте. Были опубликованы обложка альбома, список песен и дата издания.

Герман Ли заявил: 

Последние два года были самыми веселыми, которые у нас когда-либо были. Благодаря тому, что мы сочиняли, репетировали и выступали вместе, мы создали невероятную энергию, которую полностью передали на этом альбоме. На этот раз мы действительно показали свою «металлическую» сторону и создали одни из самых лучших песен за нашу карьеру. На новом альбоме есть и самые быстрые песни, которые мы когда-либо записывали, и медленные песни, и некоторые песни, которых от нас никто не ждал — это безусловно самый разнообразный альбом DragonForce. Это новая захватывающая эра DragonForce вместе с Марком, так что мы решили, это будет идеальное время, чтобы взять полный контроль над своей судьбой и создать собственный лейбл в Европе"
18 февраля 2012 года песню «Fallen World» можно было бесплатно послушать на сайте Metal Hammer. 8 марта 2012 года песня стала доступной для скачивания.
30 марта 2012 года песню «Cry Thunder» можно было бесплатно послушать на сайте RCRDLBL, через SoundCloud. Однако функция скачивания была отключена.
29 марта 2012 года DragonForce загрузили на свой официальный канал на Youtube видеоклип «Cry Thunder». 3 апреля видео было показано на сайте www.noisecreep.com и стало доступно для загрузки через iTunes.
Другой видеоклип к песне «Seasons» был выпущен 14 сентября 2012. В нём показаны сцены записи альбома, концертные выступления, закулисные съемки во время записи «Cry Thunder».

## Список композиций
| №                   | Название                        | Текст песни                           | Музыка                                | Длительность |
| ------------------- | ------------------------------- | ------------------------------------- | ------------------------------------- | ------------ |
| 1.                  | «Holding On»                    | Сэм Тотман, Герман Ли                 | Сэм Тотман                            | 4:56         |
| 2.                  | «Fallen World»                  | Сэм Тотман                            | Сэм Тотман                            | 4:07         |
| 3.                  | «Cry Thunder»                   | Сэм Тотман,Герман Ли                  | Сэм Тотман                            | 5:17         |
| 4.                  | «Give Me the Night»             | Сэм Тотман,Герман Ли, Фредерик Леклер | Герман Ли, Сэм Тотман,Фредерик Леклер | 4:29         |
| 5.                  | «Wings of Liberty»              | Сэм Тотман,Герман Ли                  | Сэм Тотман                            | 7:22         |
| 6.                  | «Seasons»                       | Сэм Тотман,Герман Ли,Фредерик Леклер  | Фредерик Леклер                       | 5:05         |
| 7.                  | «Heart of the Storm»            | Сэм Тотман,Герман Ли                  | Сэм Тотман                            | 4:44         |
| 8.                  | «Die by the Sword»              | Сэм Тотман,Герман Ли                  | Сэм Тотман                            | 4:39         |
| 9.                  | «Last Man Stands»               | Сэм Тотман,Герман Ли,Фредерик Леклер  | Сэм Тотман                            | 5:12         |
| 10.                 | «Seasons (акустическая версия)» | Сэм Тотман,Герман Ли,Фредерик Леклер  | Фредерик Леклер                       | 4:27         |
| Общая длительность: | Общая длительность:             | Общая длительность:                   | Общая длительность:                   | 50:18        |

| №  | Название                                         | Длительность |
| -- | ------------------------------------------------ | ------------ |
| 1. | «Cry Thunder (запись с репетиции)»               | 5:13         |
| 2. | «Heart of the Storm (версия с другим припевом)»  | 7:49         |
| 3. | «Avant La Tempête (инструментальная композиция)» | 2:01         |

| №  | Название                                           | Длительность |
| -- | -------------------------------------------------- | ------------ |
| 1. | «Power of the Ninja Sword (кавер Shadow Warriors)» | 5:13         |

## Участники записи
- Марк Хадсон — вокал
- Герман Ли — соло и ритм-гитара, бэк-вокал
- Сэм Тотман — соло и ритм-гитара, бэк-вокал
- Вадим Пружанов — клавишные, бэк-вокал
- Фредерик Леклер — бас-гитара, бэк-вокал
- Дэйв Макинтош — ударные, бэк-вокал

### Приглашённые музыканты
- Эмили Овенден — бэк-вокал
- Клайв Нолан — бэк-вокал